# Cataño
La municipalité de Cataño, sur l'ile de Porto Rico (Code International : PR.CT) couvre une superficie de 14 km² et regroupe 23 155 habitants en 2020.